# Robert Smythson

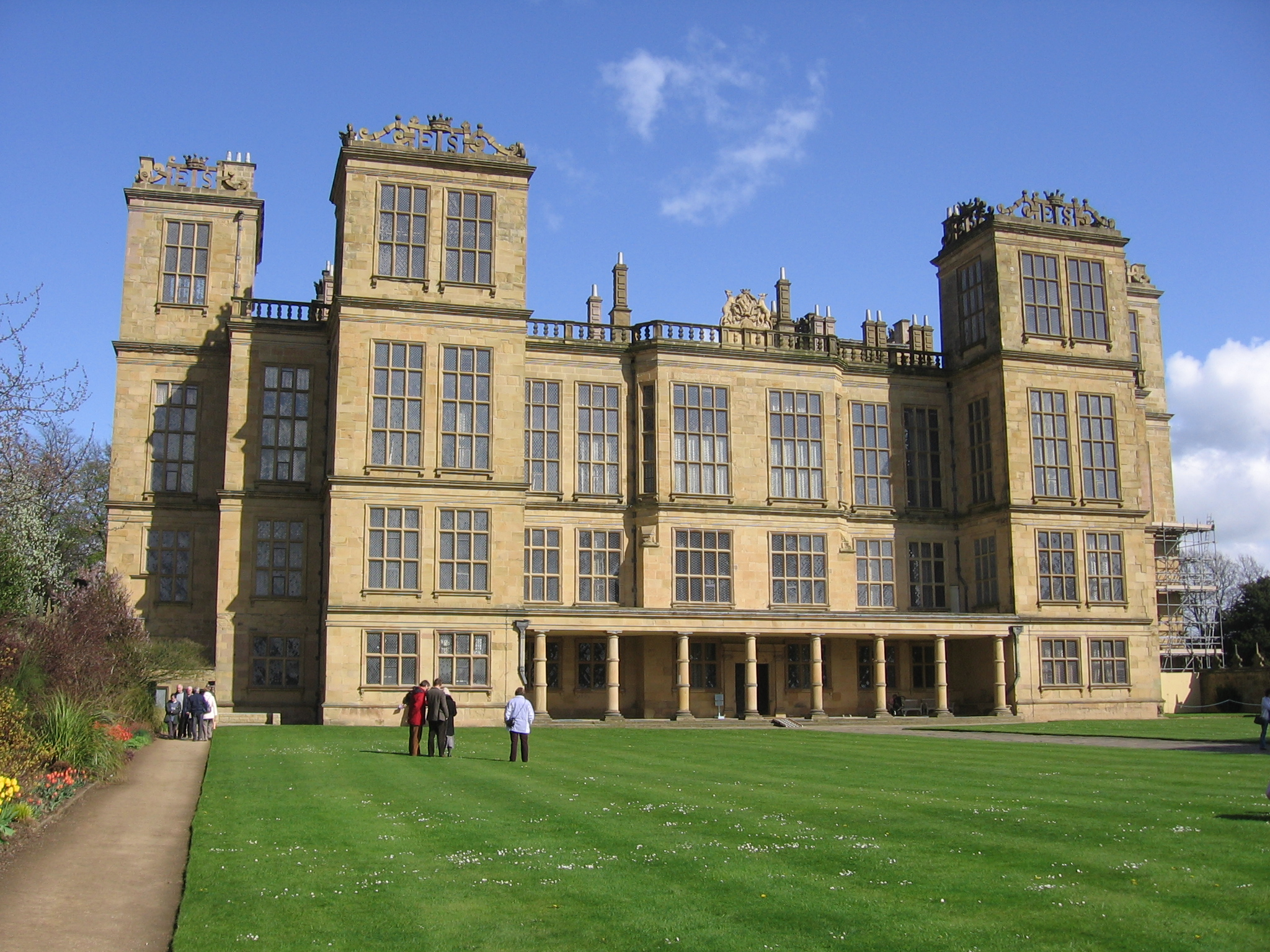
Hardwick Hall

Robert Smythson (Inglaterra, 1535 - Wollaton, 1614) foi um importante escultor decorativo e arquiteto do Maneirismo inglês.
Pouco se sabe sobre sua juventude, mas em 1556 foi mencionado como pedreiro - na época, algo equivalente ao arquiteto - nas obras da Longleat House, onde parece ter dado  grande contribuição para o desenho do projeto. Mais tarde projetou vários importantes palácios rurais da Inglaterra, como o Hardwick Hall, Wollaton Hall, Burghley House, Burton Agnes Hall e possivelmente o Gawthorpe Hall, além de outros cuja atribuição é controversa.
Seu estilo é uma original mistura de elementos da Renascença e do Gótico, com um inovador emprego do vidro em grandes janelas de belo efeito plástico no conjunto da obra. Seu filho John Smythson e seu neto Huntingdon Smithson também foram arquitetos de nomeada.